# Jutlapur, Manvi
Jutlapur là một làng thuộc tehsil Manvi, huyện Raichur, bang Karnataka, Ấn Độ.